# Synchronicity (2015)
Synchronicity ist ein US-amerikanischer Science-Fiction-Film aus dem Jahre 2015. Autor, Regisseur und Filmeditor ist Jacob Gentry. Der Physiker Jim Beale (gespielt von Chad McKnight) entwickelt eine Zeitmaschine und bekommt im Laufe des Films Angst, jemand könnte seine Erfindung stehlen. In Deutschland fiel die Erstaufführung auf den 6. Mai 2016.

## Handlung
Der Physiker Jim Beale arbeitet zusammen mit zwei Kollegen, Chuck und Matty, an einer Maschine, die Zeitreisen möglich macht. Sie erzeugen dabei im ersten Durchlauf die eine Hälfte eines Wurmloches und die zweite Hälfte im späteren zweiten Durchlauf. Das Verfahren ist gefährlich und teuer, da es mit radioaktivem Material (im Film wird von MRD-Einheit gesprochen) arbeitet. Die einzige Firma, die diesen Stoff herstellt, gehört Klaus Meisner, einem Risikokapitalgeber.
Wird der Stoff falsch in die Maschine eingesetzt, so führt dies zu einer Fehlfunktion, die in einer kapitalen Explosion endet. Während des ersten Testlaufes erhält Beale aus dem Wurmloch eine genetisch veränderte Dahlie. Beale kann seine Erfindung erst beweisen, wenn er mit Meisners Material einen zweiten Test starten kann. Meisner besteht auf 49 % Eigentum an der Erfindung. Der Testlauf wird auf sieben Tage nach dem ersten Test festgelegt.
Kurz nach dem ersten Test trifft Beale auf Abby Ross, die zu viel über ihn weiß, als dass das Treffen zufällig sein könnte. Er fühlt sich zu ihr hingezogen, ist aber gleichzeitig argwöhnisch. Er wird darin bestätigt, als er einen Anruf von Chuck erhält, der ihn vor Abby warnt und ihm mitteilt, dass sie im Test mehr erreicht haben als sie bisher dachten. Obwohl sich Beale umgehend auf den Weg ins Labor macht, verweigert ihm Chuck eine Erklärung. Später ignoriert Beale die Warnungen und beginnt eine Beziehung mit Ross. Sie entwickeln eine tiefe Beziehung, die zerstört wird, als Abby Ross Klaus Meisner von der Dahlie erzählt. Da er die geistigen Rechte an der Dahlie hat, zwingt er Beale, ihm weitere 50 Prozent zu überschreiben, wodurch Beale nur noch ein Prozent Eigentum an seiner Erfindung bleibt.
Mit gebrochenem Herzen und nicht ganz klar bei Verstand springt Beale während des zweiten Tests in das Wurmloch und wird so eine Woche in die Vergangenheit transportiert. Er ist überzeugt, dass er bei seinem „zweiten Versuch“ Meisner und Abby überlisten und so den Verlust seiner Erfindung verhindern kann. Er verführt Abby, merkt aber schnell, dass sie sich ehrlich von ihm angezogen fühlt: Sie ist Schriftstellerin und schreibt, nachdem sie einen Artikel über Beale gelesen hat, eine fiktive Geschichte, wie Beale sein müsste (John Bain). Nachdem sie durch Klaus Meisner und Beale selbst mehr über Beale erfahren hat, ist sie nun in ihn verliebt.
Während Beale die fiktive Geschichte liest, stellt er fest, dass sie sowohl eine leicht ungenaue Wiedergabe seiner Arbeit als auch unvollständig ist. Nun treten auch noch Komplikationen auf: Der „zweite Jim“ (durch das Wurmloch gesprungen) wird physisch geschwächt, wenn er sich in der Nähe des „ersten Jim“ befindet. Der „zweite Jim“ gibt sich gegenüber Chuck und Matty zu erkennen in der Hoffnung, dass sie ihre Forschung gemeinsam schützen können. Beide helfen ihm und verstecken ihn vor dem „ersten Jim“ und erklären dabei einige verwirrende Begegnungen aus der Woche zwischen erstem und zweiten Test. Der zweite ist auf den ersten Jim eifersüchtig, doch es zeigt sich, dass dies unbegründet ist. Der „erste“ ist immer noch argwöhnisch gegenüber Abby und es ist offensichtlich, dass er nichts mit ihr zu tun haben will nach dem zweiten Test.
Der „zweite Jim“ wird immer schwächer. Er entdeckt erneut Abbys Notizbuch (diesmal in Mattys Händen) und ist verwirrt – in der ersten Zeitlinie war es in ihrem Appartement. Matty sagt, dass er es in Beales Jackentasche gefunden hat, als dieser durch das Wurmloch zurückgesprungen kam. Das Notizbuch ist nun leicht verändert und macht deutlich, dass Beale nicht in der Zeit zurückgesprungen ist, sondern in die Vergangenheit eines parallelen Universums. Chuck meint, dass es unmöglich sei, dass zwei Beales gleichzeitig im gleichen Universum existieren, und deshalb das Universum versuche, den zweiten (also falschen) Beale wieder zu entfernen.
Mit diesem neuen Wissen ausgerüstet, will Beale mit Hilfe von Chuck und Matty noch einmal zurückreisen. Allerdings machen sie dabei einen Fehler, und das Wurmloch wird nicht geöffnet. Das radioaktive Material wird dabei vollständig verbraucht, so dass sie keinen neuen Versuch unternehmen können. Der Tag des zweiten Tests bricht (erneut) an. Beale findet mit Jim einen anderen Zeitverschobenen tot im Hotelzimmer, nachdem dieser versucht hat, die Stadt zu verlassen. Der zweite Test läuft ab wie zuvor, doch als Abby zum Hotel zurückkehrt, ist Beale bereits gestorben.
In der letzten Szene sitzt Abby allein in einer Bar, als der „erste Jim“ – offensichtlich gesund und munter – sich zu ihr an den Tisch setzt. Abby bemerkt ihm gegenüber die Ähnlichkeit zu John Bain, einem Wissenschaftler, über den sie gerade schreibt. Ihrer Aussage zufolge wurde John Bain bei einer verheerenden Explosion in seinem Labor getötet.
Die unausgesprochene Implikation ist, dass der „erste Jim“ nicht sterben würde wie Beale, da er ein paralleles Universum mit einem bereits verstorbenen Jim Beale (aufgrund der Abweichungen zwischen Paralleluniversen John Bain genannt) betrat.

## Synchronisation
| Rolle         | Schauspieler     | Synchronsprecher    |
| ------------- | ---------------- | ------------------- |
| Jim Beale     | Chad McKnight    | Marcus Off          |
| Abby Ross     | Brianne Davis    | Milena Karas        |
| Chuck         | A. J.Bowen       |                     |
| Matty         | Scott Poythress  | Marco Sven Reinbold |
| Klaus Meisner | Michael Ironside | Thomas Balou Martin |

## Rezeption
Bei Rotten Tomatoes erreichte der Film eine Punktzahl von 48 Prozent, basierend auf 29 Kritiken.
Bei Metacritic bekam Synchronicity eine Zustimmungsrate von 39 Prozent, basierend auf 10 Kritiken.